# 1964年東京オリンピックのアイルランド選手団

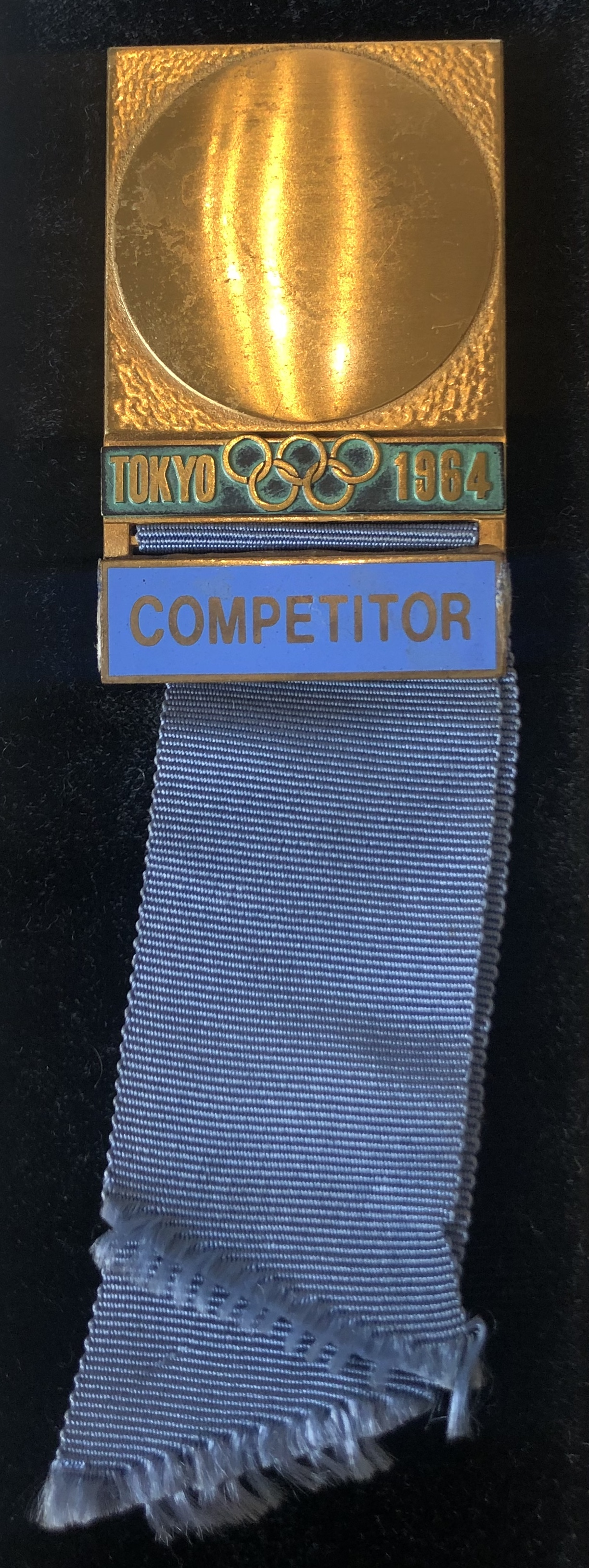

1964年東京オリンピックのアイルランド選手団（1964ねんとうきょうオリンピックのアイルランドせんしゅだん）は、1964年10月10日から10月24日にかけて日本の首都東京で開催された1964年東京オリンピックのアイルランド選手団、およびその競技結果。

## 概要
今大会は銅メダル1個、合計1個のメダルを獲得した。

## メダル
| メダル | 選手名      | 競技       | 種目     |
| ------ | ----------- | ---------- | -------- |
| 銅     | Jim McCourt | ボクシング | ライト級 |